# Wulong, Gansu
Wulong (kinesiska: 五龙) är en köping i nordvästra Kina. Den ligger i stadsdistriktet Maiji i staden Tianshui i provinsen Gansu, omkring 210 kilometer sydost om provinshuvudstaden Lanzhou. Antalet invånare är 20 035. Befolkningen består av 10 444 kvinnor och 9 591 män. Barn under 15 år utgör 24,0 %, vuxna 15-64 år 65 %, och äldre över 65 år 10,0 %.